# Кузьма
Кузьма́, также Козьма́, Косма́, Косьма́ — мужское имя, происходит от греч. Κοσμάς — «мир».
Производные формы имени — Кузя, Кузюта, Кузяха, Кузяша, Кузёна.
Существуют производные фамилии: Кузьмин, Кузьменко, Козьменко, Кузьменков.

## Святые
Святым покровителем является преподобный Косма Маиумский, Святоградец. Ещё этого святого называют творцом канонов во славу Господа. На Руси широко известен и святой Косма Яхромский, чьи именины отмечаются 3 марта. Будучи отроком, он стал свидетелем чудесного исцеления. Икона Успения Божией Матери сияла Божественным светом и слышался чудесный голос. Этот голос повелел Косме оставить мир и принять постриг. В честь чудесной иконы Косма основал обитель Успения Божией Матери и стал истово служить. Он принимал странников, посещал больных, исцеляя молитвой и неся утешение. Даже закоренелые грешники раскаивались и очищались духом, когда святой Косма обращался к ним с добрым словом. Мощи его покоятся в основанной им обители и, по мнению верующих, обладают чудесной силой исцеления.

## Именины
По словарю личных русских имён Н. А. Петровского, 2000, именины:
- 15 января;
- 17 февраля;
- 3 марта, 8 марта;
- 1 мая;
- 6 июля, 14 июля;
- 11 августа, 16 августа, 17 августа;
- 5 октября, 18 октября, 23 октября, 25 октября, 30 октября;
- 13 ноября, 14 ноября.